# Wydział Ekonomii i Finansów Uniwersytetu Radomskiego
Wydział Ekonomii i Finansów Uniwersytetu Radomskiego – jeden z ośmiu wydziałów Uniwersytetu Radomskiego.

## Historia
Wydział Ekonomii i Finansów, podobnie jak Wydział Prawa i Administracji, został utworzony wskutek likiwdacji Wydziału Nauk Ekonomicznych i Prawnych, na mocy zarządzenia Rektora UTH.

## Kierunki kształcenia
Dostępne kierunki:
- Analityka gospodarcza (studia I i II stopnia)
- Ekonomia (studia I i II stopnia)
- Finanse i rachunkowość (studia I i II stopnia)
- Zarządzanie (studia I stopnia)

## Władze Wydziału
W kadencji 2020–2024:
| Stanowisko | Imię i nazwisko         |
| ---------- | ----------------------- |
| Dziekan    | dr hab. Marzanna Lament |
| Prodziekan | dr Joanna Bukowska      |

## Struktura organizacyjna
| Katedra                                     | Kierownik                        |
| ------------------------------------------- | -------------------------------- |
| Katedra Biznesu i Finansów Międzynarodowych | prof. dr hab. Sławomir Bukowski  |
| Katedra Ekonomii                            | dr hab. Anna Wolak-Tuzimek       |
| Katedra Finansów i Ubezpieczeń              | prof. dr hab. Kazimierz Ortyński |
| Katedra Polityki Ekonomicznej i Bankowości  | dr hab. Wiesław Macierzyński     |
| Katedra Rachunkowości                       | dr hab. Marzanna Lament          |